# Steve Allen (zanger)
Steve Allen (Liverpool, 1957) is een Britse popzanger.

## Carrière
Steve Allen is de zoon van een jazzzanger. Hij bezocht de kunsthogeschool in Liverpool. Tijdens de late jaren 1970 formeerde hij onder het pseudoniem Enrico Cadillac de groep Deaf School, waarvan hij de leadzanger werd.
Tussen 1980 en 1981 zong hij bij de Original Mirrors, waarmee hij tijdens Roxy Musics tournee Flesh-&-Blood optrad in het voorprogramma. Bovendien werkte hij mee bij opnamen voor Clive Langer & the Boxes, die hem ook ondersteunden bij zijn soloambities.
Van 1984 tot 1989 nam de Brit, meestal met Italiaanse producenten, diverse singles op. Een succes in de hitlijst kon hij enkel in Duitsland boeken met Letter From My Heart (1984), dat daar een 22e plaats in de hitparade haalde. Ook in Nederland en België had Letter From My Heart een plek in de hitlijsten. Daarnaast scoorde hij in Nederland  in de zomer van 1987 ook een top 40 hitje met een cover van het uit 1977 afkomstige John Paul Jones nummer "Love is in the air".

## Discografie

### Singles
- 1984: Letter from My Heart
- 1986: Message of Love
- 1987: Love Is in the Air
- 1989: Lagoon Girl
- 1990: Love Is in the Air (90's Remix)
- 1990: Letter from My Heart

- Gemeinsame Normdatei: 1204381925
- MusicBrainz: 0f981439-eac7-47dd-b5dc-fd6f2664a7dd
- Virtual International Authority File: 8282158188222420260009